# 高尔·钱皮恩

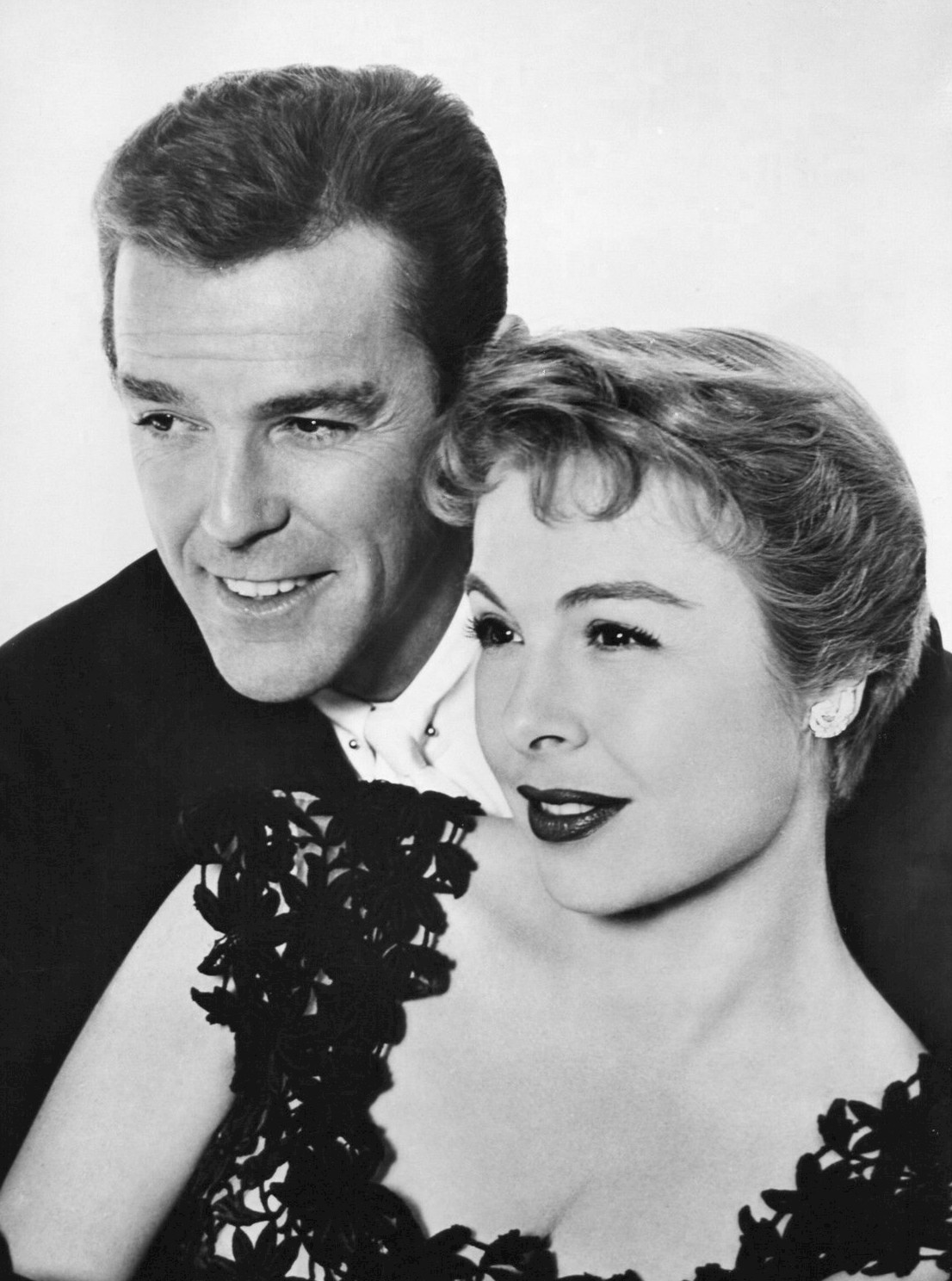
高爾·錢皮恩與瑪吉·錢皮恩

高尔·钱皮恩 (1919年6月22日 - 1980年8月25日) 是美国演员、劇場導演和舞蹈家。他曾多次贏得托尼奖。
钱皮恩生于日內瓦。他从小学习舞蹈，15岁时就和朋友一起在夜总会巡演。
20世纪30年代末40年代初，钱皮恩經常在百老匯劇院登台表演。第二次世界大战期间，钱皮恩在美国海岸警卫队服役，此時他结识了瑪吉·錢皮恩，两人于1947年结婚。
1979年初，钱皮恩確診血癌。 最終钱皮恩在紀念斯隆-凱特琳癌症中心去世。